# Alexandre Finazzi
Alexandre Finazzi (født 20. august 1973) er en tidligere brasiliansk fodboldspiller.